# Maurice Mendjizky
Pour les articles homonymes, voir Mendjisky.
 (juillet 2015).
Si vous disposez d'ouvrages ou d'articles de référence ou si vous connaissez des sites web de qualité traitant du thème abordé ici, merci de compléter l'article en donnant les références utiles à sa vérifiabilité et en les liant à la section « Notes et références ».
Maurice Mendjizky, nom francisé de Maurycy Mędrzycki, né le 20 juillet 1890 à Lodz (Pologne) et mort le 8 mai 1951 à Saint-Paul-de-Vence (Alpes-Maritimes), est un peintre français d'origine polonaise. 
Le musée Mendjisky-Écoles de Paris lui est consacré, créé par son fils, Serge Mendjisky.

## Biographie
Son père est artisan ferblantier. Très tôt, il est doué pour les disciplines artistiques. 
Au départ passionné de musique, il part dès son plus jeune âge à Berlin étudier dans une école de composition. Mais, excellent dessinateur, il s’intéresse finalement à la peinture et part pour Paris. Entre 1906 et 1907, il fait un rapide passage dans l'atelier de Fernand Cormon à l'École des beaux-arts de Paris. 
Il quitte vite l'atelier pour une vie plus libre où il travaille beaucoup et se fait rapidement remarquer par les grands marchands de l’époque. Il expose chez Georges Petit en 1912. La préface du catalogue est d’André Salmon. Ces mêmes années, il fait la connaissance de Léopold Zborowski, un des grands marchands d'art de l'époque et devient l’ami de Amedeo Modigliani, Pablo Picasso, Auguste Renoir. 
En effet, c'est en 1913 qu'il rencontre Renoir. Ce dernier l’invite régulièrement chez lui aux Collettes, à Cagnes-sur-Mer. Enthousiasmé par la lumière et l’atmosphère de la Côte d’Azur, Maurice Mendjizky incite ses camarades, Modigliani, Chaïm Soutine, Léonard Foujita à le rejoindre. Après un séjour en Pologne et Russie, il revient à Paris et rencontre Alice Prin qui deviendra plus tard le modèle Kiki de Montparnasse. Amoureux, ils vivent en couple pendant trois ans jusqu'en 1922.
En 1921, il participe à la première exposition organisée au café du Parnasse par Auguste Clergé et Serge Romoff. Mais après sa rupture avec Kiki, il quitte Paris pour le Sud et se réfugie dans le travail. Il s’installe à Saint-Paul-de-Vence où il rencontre sa future épouse Rose, dont il aura deux fils : Claude né en 1924, mort assassiné par les nazis quatorze jours avant la libération, et Serge, né en 1929, plus jeune résistant de France. Cette même année, Léon Zamaron, commissaire de police et grand amateur d'art, s'engage à lui acheter 50 % de sa production. Après plusieurs expositions à la galerie Georges Petit à Paris, Maximilien Gauthier lui organise une exposition à la galerie Kleiman en 1933.
Peintre révolté par la montée du fascisme, il fonde avec Paul Signac, Paul Langevin et Frédéric Joliot-Curie, le Mouvement des Intellectuels pour la Paix. Engagée dans la résistance, la famille Mendjizky sort meurtrie des années de guerre : sa femme est arrêtée en 1942, son fils aîné exécuté, toute sa famille exterminée en Pologne.
Inconsolable, malade, il consacrera les dernières années de sa vie à peindre et dessiner la résistance héroïque des habitants du ghetto de Varsovie. Entre 1947 et 1951, il s'engage avec ferveur dans la création de son recueil de dessins. 31 dessins seront publiés par ses soins avec en introduction un poème de Paul Éluard. Picasso, après avoir vu les dessins du Ghetto de Varsovie dira : « C'est un chef d’œuvre, c'est une véritable symphonie de noir et de blanc »[réf. nécessaire].
Atteint d'un cancer, il meurt à Saint-Paul-de-Vence en 1951.

## Expositions personnelles
- Galerie Georges Petit, Paris 1912, 1921, 1925, 1926, 1930.
- Galerie Kleiman Paris, 1933, 1937, 1938.
- Galerie de l’Élysée, Paris, 1947.
- Musée des beaux-arts de Prague, 1929.
- Zurich, 1937.
- Rétrospective au musée Mendjisky-Écoles de Paris, avril 2014.
- Rétrospective au musée villa la Fleur (Varsovie, Pologne), septembre-décembre 2014.
- Exposition Mendjizky à Barbizon au no 2 Grande Rue à Barbizon, juillet-août 2017.
- Exposition De Montparnasse à la Côte d’Azur au château-musée Grimaldi de Cagnes-sur-mer, du 11 juin au 7 novembre 2022